# Marta Lambertini
Marta Lambertini (* 13. November 1937 in Buenos Aires; † 26. März 2019 ebenda) war eine argentinische Komponistin.
Lambertini studierte bis 1972 Komposition an der Universidad Católica Argentina (UCA) bei Luis Gianneo, Roberto Caamaño und Gerardo Gandini. Sie setzte ihre Ausbildung am Centro de Investigaciones en comunicación Masiva, Arte y Tecnología (CICMAT) bei Gerardo Gandini, Francisco Kröpfl, José Ramón Maranzano und Gabriel Brnčić fort. Sie unterrichtete dann u. a. an der Universidad Nacional de La Plata, am Conservatorio Nacional de Música und ist Professorin an der UCA.
Sie komponierte kammermusikalische und sinfonische Werke, Stücke für Soloinstrumente, Lieder und mehrere Kammeropern. Für ihre Serenata für Instrumentalensemble wurde sie 1974 mit dem Premio Nacional de Música ausgezeichnet.
Sie starb im März 2019 in Buenos Aires.